# 胜利路街道 (西宁市)
胜利路街道，是中华人民共和国青海省西宁市城西区下辖的一个乡镇级行政单位。

## 行政区划
胜利路街道下辖以下地区：
西交通巷社区、公园巷社区、东交通巷社区和北商业巷社区。